# ATP Genova 1991
L'ATP Genova 1991, noto come IP Cup per motivi di sponsorizzazione, è stato un torneo professionistico maschile di tennis giocato sulla terra rossa. È stata l'11ª edizione del torneo – la seconda inserita nel neonato ATP Tour – era della categoria ATP World Series e si è svolta nell'ambito dell'ATP Tour 1991. Si è giocato dal 17 al 23 giugno 1991 al Circolo di Tennis di Valletta Cambiaso a Genova, in Italia.
È stata la seconda edizione di questo torneo giocata a Genova, le edizioni precedenti si erano svolte a Bari sotto l'egida del Grand Prix.

## Campioni

### Singolare
Carl-Uwe Steeb ha battuto in finale  Jordi Arrese con il punteggio di 6–3, 6–4

### Doppio
Marcos Górriz /  Alfonso Mora hanno battuto in finale  Massimo Ardinghi /  Massimo Boscatto con il punteggio di 5–7, 7–5, 6–3